# Горажде

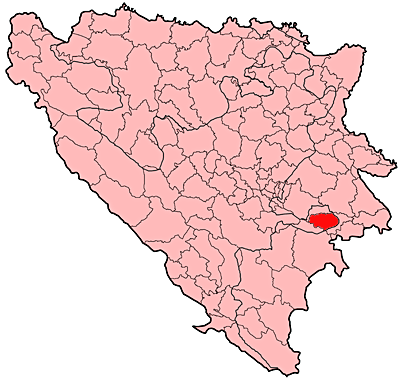
Расположение Горажде на карте страны

Го́ражде (босн. , серб. и хорв. Goražde / Горажде) — город, центр одноимённой общины в Боснии и Герцеговине с населением 30624 жителя. Расположен на реке Дрине и является самой восточной точкой боснийско-хорватской федерации внутри Боснии и Герцеговины. Расстояние до Сараево, расположенного на северо-запад, составляет 45 км.

## История
Впервые был упомянут в период с 1379 по 1404.
C 1423 по 1878 год находился под властью Османской империи.
С 1878 по 1918 год принадлежал Австро-Венгрии.
В сентябре 1926 — августе 1933 года здесь дислоцировался Донской кадетский корпус, переведённый сюда из Билече.
В Боснийской войне, длившейся с 1992 до 1995 года, за город шли тяжёлые бои между сербами и бошняками. В 1993 году был объявлен защищённой зоной ООН. По итогам Дейтонского соглашения город был причислен к мусульмано-хорватской федерации. С тех пор он является почти анклавом, соединённым с остальной территорий федерации тонкой полоской земли.

## Экономика
Главными отраслями промышленности являются цементная и химическая.

## В искусстве
- Комикс «Горажде: зона безопасности[англ.]», Джо Сакко[англ.].